# Heteroconis candida
Heteroconis candida is een insect uit de familie van de dwerggaasvliegen (Coniopterygidae), die tot de orde netvleugeligen (Neuroptera) behoort. 
De wetenschappelijke naam Heteroconis candida is voor het eerst geldig gepubliceerd door Tjeder in 1973.